# Rich Jones
Richard Wesley „House” Jones (ur. 27 grudnia 1946 w Memphis) – amerykański koszykarz, występujący na pozycjach silnego skrzydłowego oraz środkowego.

## Osiągnięcia
Włochy
- Zdobywca:
  - Pucharu Europy Mistrzów Krajowych (1970)
  - Pucharu Włoch (1970)
- Mistrz Włoch (1970)

ABA
- Mistrz ABA (1976)[1]
- Uczestnik meczu gwiazd ABA (1973, 1974)[2][3]